# Cycle à combustion étagée

Schéma d'un moteur à combustion étagée fuel rich.

Le cycle à combustion étagée (staged combustion cycle) est une configuration de moteur-fusée à ergols liquides dans laquelle les ergols passent par plusieurs chambres de combustion. Cette configuration permet d'obtenir des moteurs particulièrement performants, au prix d'une plus grande complexité.

## Historique
Le principe de la combustion étagée est proposée pour la première fois par l'ingénieur soviétique Alexeï Issaïev en 1949. Le premier moteur utilisant cette configuration est le S1.5400 développé par le bureau OKB 1 pour propulser l'étage supérieur Bloc L du lanceur Molnia, qui réalise son premier vol en 1960. En parallèle, Nikolaï Kouznetsov participe à partir de 1959 au développement de moteurs à combustion étagée pour la fusée N1 dans le cadre du programme lunaire habité soviétique : les NK-15 et NK-15V, puis les NK-33 et NK-43 prévus pour la version améliorée N1F du lanceur. Valentin Glouchko développe quant à lui entre 1961 et 1965 le RD-253, moteur à combustion étagée non cryogénique brûlant du peroxyde d'azote et de l'UDMH utilisé pour propulser le premier étage du lanceur Proton, qui réalise son premier vol en 1967.
Le RS-25, utilisé à partir de 1981 sur la navette spatiale américaine, est le premier moteur à combustion étagée à utiliser de l'hydrogène liquide et de l'oxygène liquide. Son équivalent soviétique utilisé sur le lanceur Energia, le RD-0120, vole en 1987.

## Fonctionnement
Dans un cycle à combustion étagée, une partie des ergols passe dans une ou plusieurs préchambres de combustion, dans lesquelles la proportion de carburant (combustion fuel rich) ou de comburant (combustion oxidizer rich) est volontairement trop élevée, dans le but d'obtenir une combustion incomplète. Les gaz sortant de cette préchambre de combustion entrainent la turbine de la turbopompe avant d'être injectés dans la chambre de combustion principale avec le reste des ergols,. Dans la mesure où tous les ergols sont éjectés par la tuyère et contribuent à la propulsion, le cycle à combustion étagée est un cycle fermé.
Les moteurs à combustion étagée peuvent avoir une variété de disposition des ensembles préchambre-turbine-turbopompes : les deux pompes peuvent utiliser une turbine commune (exemple : le RD-191) ou avoir chacune la sienne, et dans ce cas les deux turbines peuvent avoir chacune une préchambre ou bien se partager une préchambre commune. Le RS-25 est un exemple de moteur à deux ensembles préchambre-turbine.

## Combustion étagéefull-flow

Schéma d'un moteur à combustion étagée full-flow.

Une variante est la combustion étagée à flux complet (full-flow staged combustion). Dans celle-ci, la turbopompe du carburant est entrainée par une préchambre fuel rich et celle du comburant par une préchambre oxidizer rich. La totalité des ergols passe par l'une des turbines, d'où le nom de la configuration.
Seuls trois moteurs-fusées utilisant cette variante ont atteint le banc d'essai : le RD-270 soviétique dont le développement commence en 1962 mais est annulé en 1970 sans avoir jamais volé ; l'Integrated Powerhead Demonstrator (en) développé par l'Air Force Research Laboratory dans les années 1990 et 2000, ; et le Raptor de SpaceX dont le premier essai a eu lieu en septembre 2016 et le premier vol en août 2019.

## Utilisation
La combustion étagée est le cycle permettant d'atteindre les pressions les plus élevées dans la chambre de combustion, de l'ordre de 250 bar à 300 bar. Elle permet de concevoir des moteurs puissants avec une impulsion spécifique élevée. En contrepartie, les moteurs-fusées obtenus sont plus lourds et plus complexes.
| Moteur     | Pays                         | Constructeur                | Utilisation                   | Ergols      | Type          | Poussée (dans le vide) | Isp (dans le vide) | Pression | Premier vol      | Ref.   |
| ---------- | ---------------------------- | --------------------------- | ----------------------------- | ----------- | ------------- | ---------------------- | ------------------ | -------- | ---------------- | ------ |
| Archimedes | États-Unis, Nouvelle-Zélande | Rocket Lab                  | Neutron                       | LCH4 / LOX  | oxidizer rich | 890 kN                 | 367 s              |          | En développement | [ 10 ] |
| BE-4       | États-Unis                   | Blue Origin                 | New Glenn, Vulcan             | LCH4 / LOX  | oxidizer rich | 2 400 kN               | 355 s              | 13,4 MPa | 2024             | [ 11 ] |
| CE-7.5     | Inde                         | Hindustan Aeronautics       | GSLV Mk II                    | LH2 / LOX   |               | 73,5 kN                | 454 s              | 5,8 MPa  | 2014             | [ 12 ] |
| LE-7       | Japon                        | Mitsubishi Heavy Industries | H-II                          | LH2 / LOX   | fuel rich     | 1 078 kN               | 446 s              | 12,7 MPa | 1994             | ,      |
| NK-33      | Union soviétique             | Kouznetsov                  | Antares 100, N1F, Soyouz-2-1v | RP-1 / LOX  | oxidizer rich | 1 686 kN               | 331 s              | 14,5 MPa | 2013             | [ 15 ] |
| Raptor     | États-Unis                   | SpaceX                      | Starship/Super Heavy          | LCH4 / LOX  | full-flow     | 2 000 kN               | 380 s              | 30,0 MPa | 2019             | ,      |
| RD-0120    | Union soviétique             | KB Khimautomatiki           | Energia                       | LH2 / LOX   | fuel rich     | 1 961 kN               | 455 s              | 21,9 MPa | 1987             | [ 17 ] |
| RD-170     | Union soviétique             | NPO Energomash              | Energia, Zenit                | RP-1 / LOX  | oxidizer rich | 7 904 kN               | 337 s              | 24,5 MPa | 1987             | [ 18 ] |
| RD-180     | Russie                       | NPO Energomash              | Atlas III, Atlas V            | RP-1 / LOX  | oxidizer rich | 4 152 kN               | 338 s              | 26,7 MPa | 2000             | [ 19 ] |
| RD-191     | Russie                       | NPO Energomash              | Angara, Antares 200           | RP-1 / LOX  | oxidizer rich | 2 084 kN               | 338 s              | 25,8 MPa | 2014             | [ 2 ]  |
| RD-253     | Union soviétique             | NPO Energomash              | Proton                        | UDMH / N2O4 | oxidizer rich | 1 628 kN               | 316 s              | 14,7 MPa | 1965             | [ 20 ] |
| RD-270     | Union soviétique             | NPO Energomash              | UR-700 (projet)               | UDMH / N2O4 | full-flow     | 6 713 kN               | 322 s              | 26,1 MPa | annulé en 1970   | [ 21 ] |
| RS-25      | États-Unis                   | Aerojet Rocketdyne          | STS, SLS                      | LH2 / LOX   | fuel rich     | 2 279 kN               | 452 s              | 20,6 MPa | 1981             | [ 22 ] |
| YF-100     | Chine                        | AALPT                       | LM 5, LM 6, LM 7              | RP-1 / LOX  | oxidizer rich | 1 340 kN               | 335 s              | 18,0 MPa | 2015             | ,      |